# NGC 286

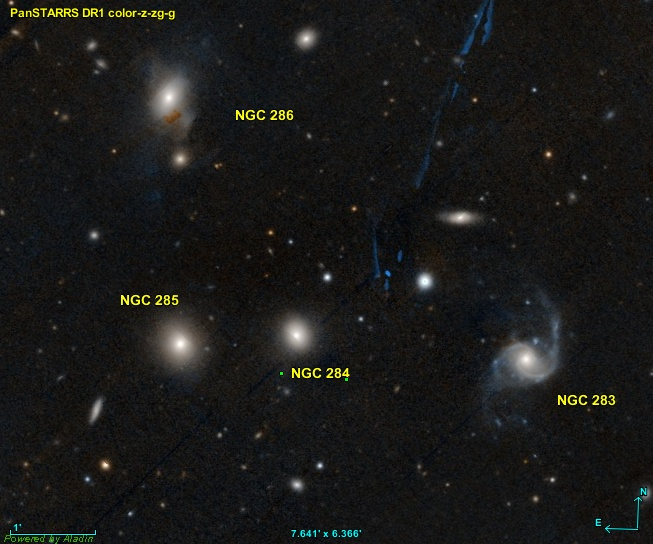
NGC 283, 284, 285 et 286 sont dans la même région du ciel et ces galaxies forment probablement un groupe qui n'est mentionné dans aucune des sources consultées.

NGC 286 est une galaxie lenticulaire située dans la constellation de la Baleine.

## Découverte
NGC 286 a été découverte par l'astronome américain Francis Leavenworth en 1886 qui l'a décrite comme extrêmement pâle, petite et ronde, la quatrième de quatre, les autres étant NGC 283, NGC 284 et NGC 285. Ces quatre galaxies sont dans la même région de la sphère céleste et à peu près à la même distance de nous. On en déduit qu'elles constituent probablement un groupe de galaxies, mais ce groupe n'est mentionné par aucun auteur.

## Caractéristiques
Sa vitesse par rapport au fond diffus cosmologique est de  10 562 ± 44 km/s, ce qui correspond à une distance de Hubble de 156 ± 11 Mpc (∼509 millions d'al).
À ce jour, une mesure non basée sur le décalage vers le rouge (redshift) donne une distance d'environ 105,000 Mpc (∼342 millions d'al). Cette valeur est à l'extérieur des valeurs de la distance de Hubble.
En raison d'une brillance de surface égale à 14,27 mag/am2, on peut qualifier NGC 286 de galaxie à faible brillance de surface (LSB en anglais pour low surface brightness). Les galaxies LSB sont des galaxies diffuses (D) avec une brillance de surface inférieure de moins d'une magnitude à celle du ciel nocturne ambiant.
À ce jour, une mesure non basée sur le décalage vers le rouge (redshift) donne une distance d'environ 105,000 Mpc (∼342 millions d'al). Cette valeur est loin à l'extérieur des valeurs de la distance de Hubble. Notons que c'est avec la valeur moyenne des mesures indépendantes, lorsqu'elles existent, que la base de données NASA/IPAC calcule le diamètre d'une galaxie et qu'en conséquence le diamètre de NGC 286 pourrait être d'environ 58,5 kpc (∼191 000 al) si on utilisait la distance de Hubble pour le calculer.